# CFB Halifax

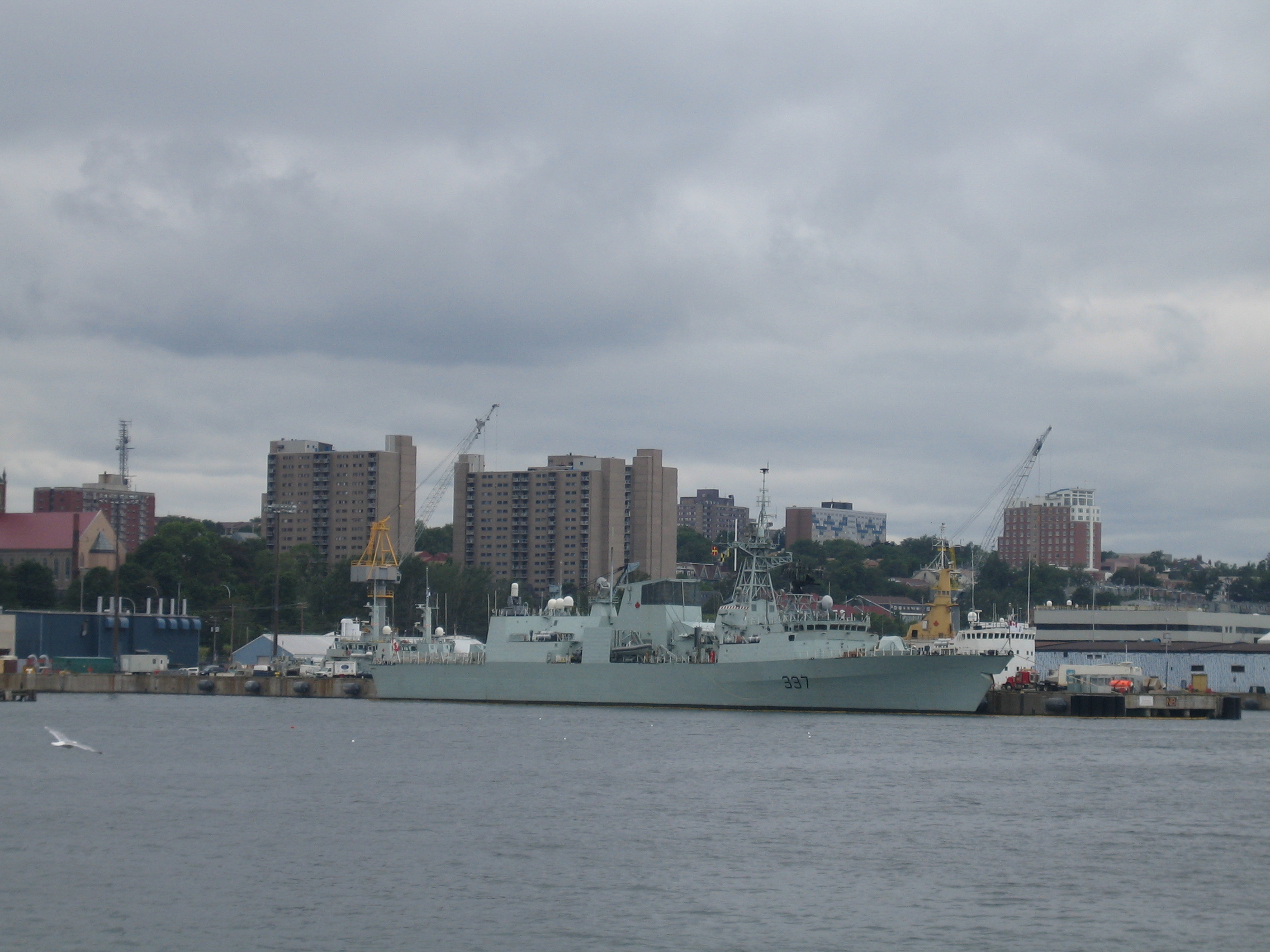
CFB Halifax mit der Fregatte HMCS Fredericton

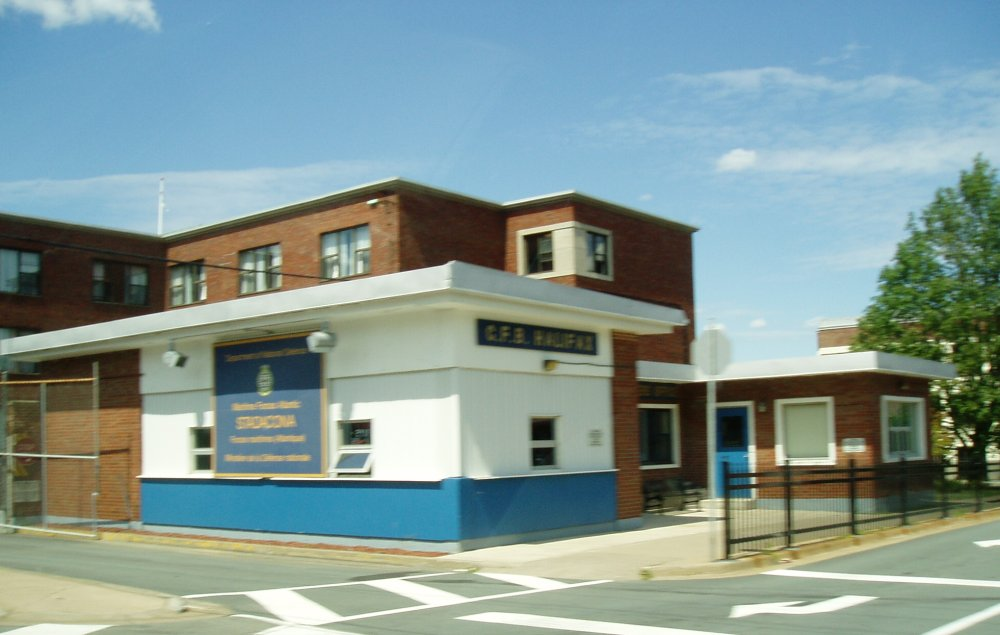
Stadacona Einfahrtsbereich

Canadian Forces Base Halifax (CFB Halifax) ist Kanadas östlichst gelegener Marinestützpunkt der kanadischen Marine und Hauptstationierungsbasis der Atlantischen Flotte, Atlantic fleet, (auch Maritime Forces Atlantic). Es ist die größte militärische Basis in der Nähe von Halifax in Nova Scotia. Weitere kleinere militärische Basen befinden sich in der Umgebung von Halifax Harbour. CFB Halifax ist die älteste Marinebasis in Kanada. Sie wurde im 18. Jahrhundert als Halifax Naval Yard der britischen Royal Navy errichtet und später von Kanada u. a. als His Majesty's Canadian Dockyard bzw. Her Majesty's Canadian Dockyard genutzt.

## Militärische Einrichtungen

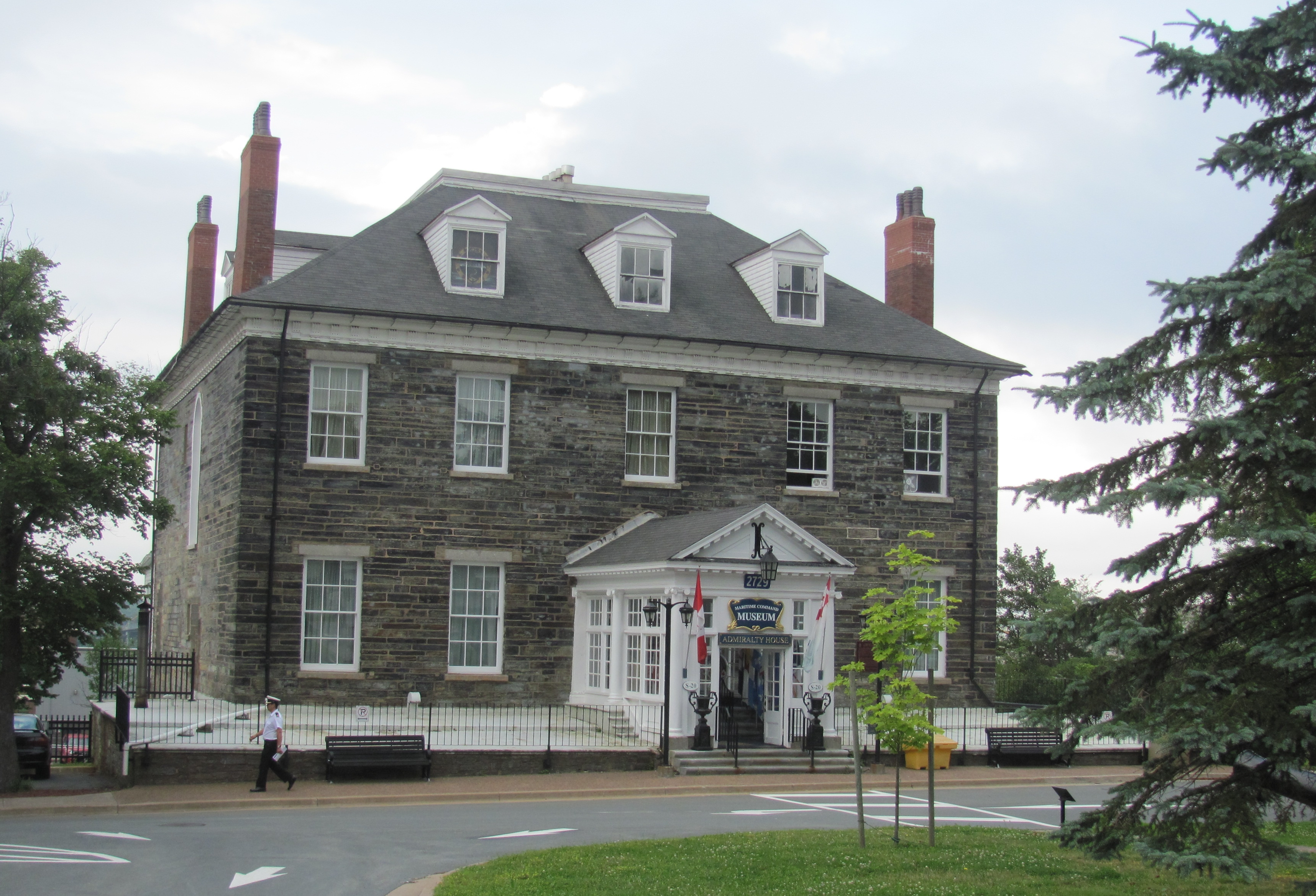
Das Naval Museum of Halifax im Admiralty House

CFAD Bedford ist ein großes Munitionsdepot und Versorgungslager, welches sich in der Nähe der Navy Base in Halifax befindet. Die CFS St. John’s ist ein kleiner Stützpunkt in St. Johns in der Provinz Neufundland. Eine große Funksendeanlage für die gesamte Atlantikflotte der kanadischen Navy ist die NRS Newport Corner in Brooklyn, Hants County, Nova Scotia. Eine weitere Sendeanlage ist die NRS Mill Cove etwa 50 km westlich von Halifax. Diese beiden Sendeanlagen werden vom Stützpunkt CFB Halifax fernbedient. In nahezu direkter Nachbarschaft befindet sich der Shearwater Heliport. Früher wurde er als Canadian Air Force Base genutzt, inzwischen ist er ein Hubschrauber-Flugplatz für die CFB Halifax sowie für Rettungshubschrauber. Auf dem Heliport ist heute das Hauptquartier der 12th Wing stationiert. In Stadacona befinden sich die Canadian Forces Naval Engineering School, die Canadian Forces Naval Operations School, das Air Base Hospital, das Canadian Forces Maritime Warfare Centre sowie mehrere Kirchen. In Stadacona befindet sich auch das Naval Museum of Halifax (Bild), früher genannt: Maritime Command Museum.

### Halifax Dockyard
Der Dockyard ist der älteste Teil der CFB Halifax und geht auf Einrichtungen zurück die 1758 für die North America Station der Britischen Marine errichtet und von dieser bis 1905 wurden. 1907 wurde die Anlage an den kanadischen Staat verkauft und erst vom Fischereiministerium und später von der Marine genutzt. Die Explosion der Mont Blanc im Jahr 1917 zerstörte oder beschädigte auch hier viele Gebäude. Der Dockyard wurde am 25. Mai 1923 von der kanadischen Regierung als „Halifax Dockyard National Historic Site of Canada“ zu einer National Historic Site of Canada erklärt.

### Joint Rescue Coordination Centre Halifax
Auf dem Stützpunkt befindet sich das Joint Rescue Coordination Centre Halifax (JRCC Halifax). Das JRCC ist ein Rettungskoordinierungszentrum, welches von der Royal Canadian Air Force (RCAF) und der Canadian Coast Guard (CCG) gemeinsam betrieben wird. Die Koordinierungszentrum ist 24-stündig an 365 Tagen im Jahr besetzt und nimmt Notrufe entgegen und koordiniert die Einsatzkräfte.

### CFB Shearwater
CFB Halifax verfügt über einen eigenen militärischen Flugplatz, den CFB Shearwater. Auf dem Flugplatz ist das 12th Wing der Royal Canadian Air Force mit mehreren CH-124 SeaKing Hubschraubern stationiert. Das 12th Wing betreibt Flugverbindungen für die Marine. Der Flugplatz liegt direkt am Ufer in unmittelbarer Nähe zum Navy-Stützpunkt.

### Wohnsiedlungen

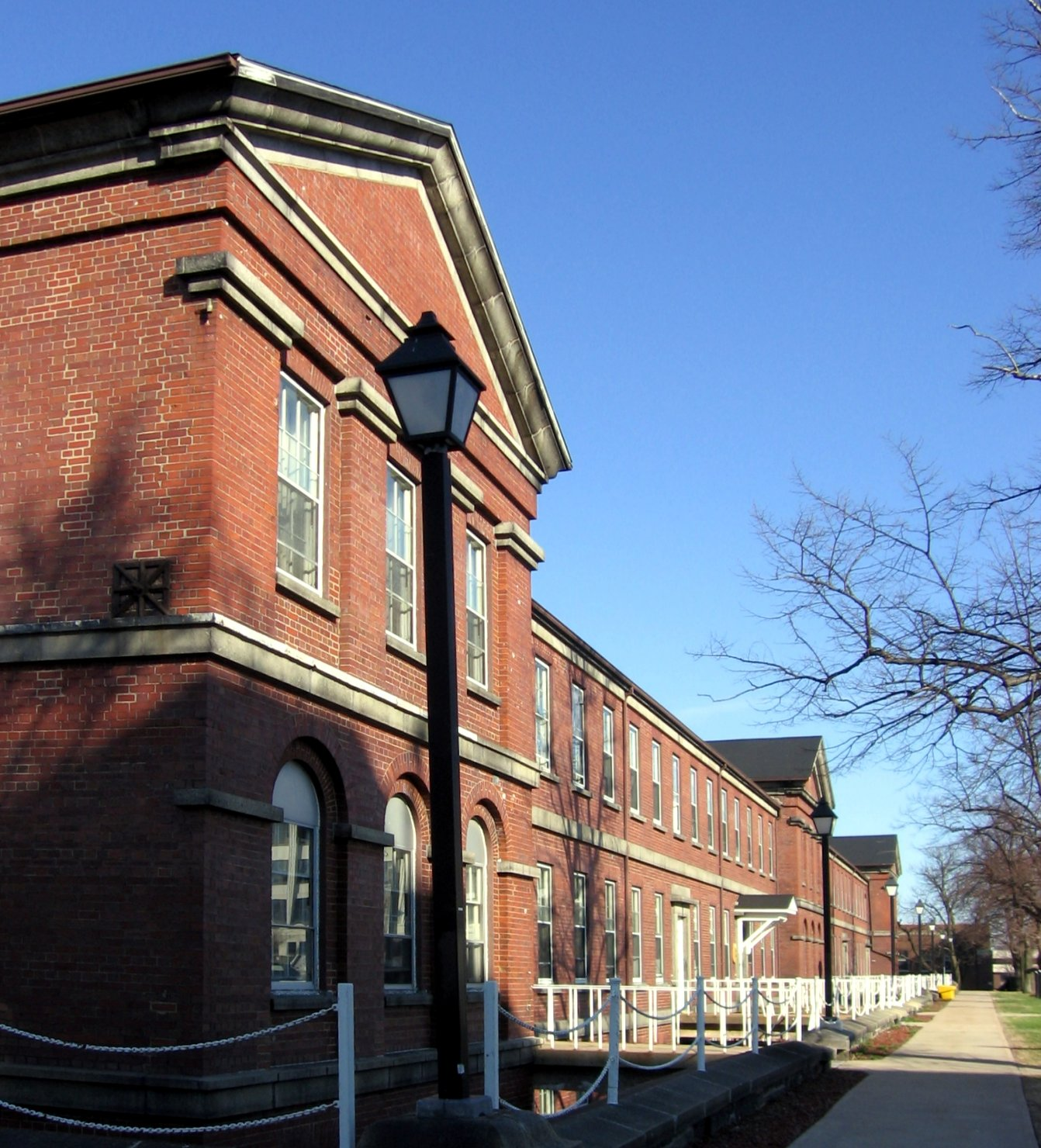
Wellington Barracks in Stadacona

Unterkünfte für das stationierte Personal befinden sich am Windsor Park. Das Department of National Defence (DND) errichtete die Wohnsiedlung im Westen von Halifax. Kasernen in Stadacona mit kleineren Apartments werden vorwiegend von jungen unverheirateten Marinesoldaten bewohnt. Eine weitere Wohnsiedlung liegt am Shearwater Heliport.

## Stationierte Flotte
Die Flotte besteht aus Zerstörern, Fregatten, Versorgungsschiffen und U-Booten. Stationiert sind:
- HMCS Halifax (FFH 330)
- HMCS Ville de Québec (FFH 332)
- HMCS Toronto (FFH 333)
- HMCS Montréal (FFH 336)
- HMCS Fredericton (FFH 337)
- HMCS Charlottetown (FFH 339)
- HMCS St. John’s (FFH 340)
- HMCS Athabaskan (DDH 282)
- HMCS Iroquois (DDH 280)
- HMCS Preserver (AOR 510)
- HMCS Kingston (MM 700)
- HMCS Goose Bay (MM 707)
- HMCS Glace Bay (MM 701)
- HMCS Shawinigan (MM 704)
- HMCS Moncton (MM 708)
- HMCS Summerside (MM 711)
- HMCS Chicoutimi (SSK 879)
- HMCS Corner Brook (SSK 878)
- HMCS Windsor (SSK 877)